# 経営情報学会
一般社団法人経営情報学会（けいえいじょうほうがっかい、英称: the Japan Society for Management Information、略称: JASMIN）は、経営情報学に関する事項を取り扱う学会である。

## 概要
経営情報学会は、経営情報学の推進と議論を行う組織として、1992年（平成4年）4月1日に設立された。（それ以前から存在した経営情報学会（AMI）（1989年設立）と日本経営情報学会（旧JASMIN）（1990年設立）の統合による。）経営情報学会の目的は、「経営情報にかかわる諸問題の研究および応用を促進し、会員相互および関連する学協会との情報交換をはかるとともに、経営情報学の確立、産業の進歩発展に寄与すること」である（経営情報学会定款第4条より）。

## 歴代会長
1. 松田武彦
2. 宮川公男
3. 高原康彦
4. 岡本行二
5. 真鍋龍太郎
6. 山田善靖（東京理科大学教授）
7. 平野雅章（早稲田大学教授）
8. 飯島淳一（東京工業大学教授）
9. 根来龍之（早稲田大学教授）
10. 國領二郎（慶應義塾大学教授）
11. 平野雅章（早稲田大学教授）
12. 木嶋恭一（大東文化大学特任教授）
13. 妹尾大（東京工業大学教授）
14. 田名部元成（横浜国立大学教授）